# Parteihochschule Karl Marx
La Scuola di partito Karl Marx (Parteihochschule Karl Marx) è stata un'accademia (Hochschule) fondata nel 1946 nella zona di occupazione sovietica in Germania. Prendeva il nome dal pensatore Karl Marx, fondatore del marxismo. Durante il periodo della Repubblica Democratica Tedesca, era subordinata al Consiglio di Stato del Partito Socialista Unificato di Germania. La scuola ha chiuso il 30 giugno 1990.

## Storia

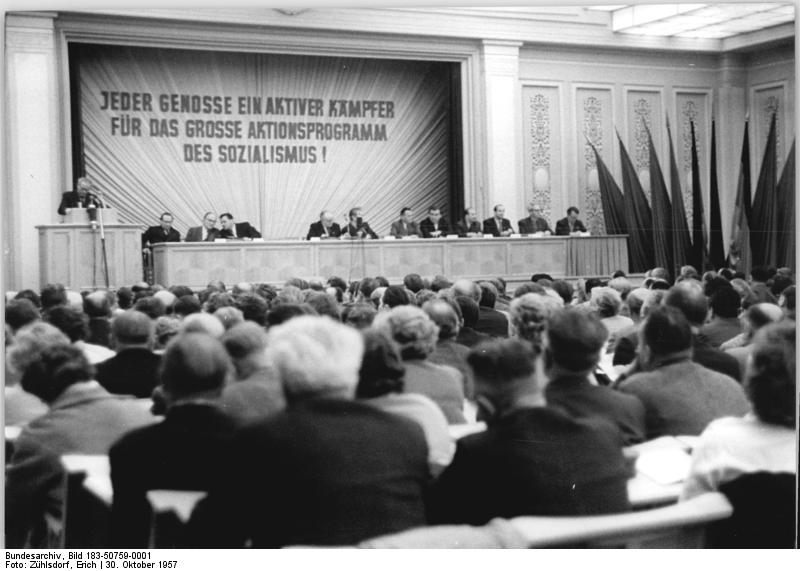
Conferenza nella casa del Köllnischen Park nel 1957.

Durante il "regno" del Partito di Unità Socialista, la scuola è stata la più alta istituzione dell'educazione marxista-leninista nel paese, di fronte alle scuole regionali e distrettuali del partito. L'unica scuola superiore alternativa alla Hochschule  era la Scuola del Partito dell'Unione Sovietica a Mosca.
Inizialmente, l'istituzione era subordinata alla sezione Agitazione e Propaganda del Comitato Centrale del Partito Socialista Unificato di Germania (SED). 
Durante la sua esistenza, saranno educati all'interno della scuola 25.000 studenti. Tra questi, oltre 1.200 studenti dei paesi socialisti fratelli (principalmente democrazie popolari).
Vengono pubblicate molte pubblicazioni, sia scientifiche che propagandistiche. I membri del Partito di Unità Socialista e le sue organizzazioni subordinate devono spesso studiare lì per un periodo da uno a tre anni, avendo la possibilità di ottenere un diploma in scienze sociali (Diplom-Gesellschaftswissenschaftler). È stato anche possibile seguire studi a distanza.

## Edificio
Dal 1946 al 1948, la scuola si trovava a Liebenwalde, vicino a Oranienburg, poi dal 1948 al 1955 al castello di Hakeburg (che divenne dopo l'edificio del Partito di Unità Socialista), e infine, dal 1955 al 1980, a Berlino. Dal 1980 al 1990, i suoi insegnamenti furono dispersi in diversi istituti, tra cui il Castello di Hakeburg.

## Direzione
| Nome                                     | Periodo     |
| ---------------------------------------- | ----------- |
| Willi Kropp (KPD) e Carl Bose (SPD)      | 1946 - 1947 |
| Rudolf Lindau (KPD) e Paul Lenzner (SPD) | 1947 - 1950 |
| Hanna Wolf                               | 1950 - 1983 |
| Kurt Tiedke                              | 1983 - 1989 |
| Götz Dieckmann                           | 1989 - 1990 |

## Insegnanti famosi
- Wolfgang Leonhard
- Carola Stern